# Briquetia
Briquetia é um género botânico pertencente à família Malvaceae.